# Eois verisimilis
Eois verisimilis är en fjärilsart som beskrevs av Louis Beethoven Prout 1922. Eois verisimilis ingår i släktet Eois och familjen mätare. Inga underarter finns listade i Catalogue of Life.